# عین اربعاء
عین اربعاء (به عربی: عين الاربعاء) یک شهرداری در الجزایر است که در استان عین تموشنت واقع شده‌است.
 عین اربعاء ۷۱٫۶۱ کیلومتر مربع مساحت و ۱۵٬۶۸۳ نفر جمعیت دارد.